# Trofeo Serra de Tramontana 2018
La 27e édition du Trofeo Serra de Tramontana a lieu le 26 janvier 2018, sur un parcours de 140,1 km tracé dans les Îles Baléares entre Sóller et Deià. Cette course cycliste est la deuxième manche du Challenge de Majorque 2018. 
La course fait partie du calendrier UCI Europe Tour 2018 en catégorie 1.1.

## Présentation

### Équipes
Dix-huit équipes participent à la course - cinq WorldTeams, huit équipes continentales professionnelles, quatre équipes continentales et une équipe nationale :
| WorldTeams (5)- Movistar Team - Sky - Bora-Hansgrohe - Lotto Soudal - Trek-Segafredo Équipes continentales professionnelles (8)- Caja Rural-Seguros RGA - Burgos-BH - Fortuneo-Samsic - Sport Vlaanderen-Baloise - Euskadi Basque Country-Murias - Israel Cycling Academy - Roompot-Nederlandse Loterij - WB-Aqua Protect-Veranclassic Équipes continentales (4)- Biesse Carrera Gavardo - Fundación Euskadi - Pannon - Team Sauerland NRW p/b SKS GERMANY Équipe nationale- Espagne |
| |

## Classement final
| \| Classement général \| Classement général \| Classement général \| Classement général \| Classement général \| \| Coureur \| Coureur \| Pays \| Équipe \| Temps \| \| ------------------ \| ------------------- \| ------------------ \| --------------------------- \| ------------------ \| \| 1er \| Tim Wellens \| Belgique \| Lotto-Soudal \| 3 h 45 min 52 s \| \| 2e \| Gianni Moscon \| Italie \| Team Sky \| + 0 s \| \| 3e \| Alejandro Valverde \| Espagne \| Movistar Team \| + 24 s \| \| 4e \| Gianluca Brambilla \| Italie \| Trek-Segafredo \| + 27 s \| \| 5e \| Gregor Mühlberger \| Autriche \| Bora-Hansgrohe \| + 37 s \| \| 6e \| Patrick Konrad \| Autriche \| Bora-Hansgrohe \| + 5 min 06 s \| \| 7e \| Michael Gogl \| Autriche \| Trek-Segafredo \| + 5 min 06 s \| \| 8e \| Bauke Mollema \| Pays-Bas \| Trek-Segafredo \| + 5 min 06 s \| \| 9e \| Pim Ligthart \| Pays-Bas \| Roompot-Nederlandse Loterij \| + 5 min 06 s \| \| 10e \| Felix Großschartner \| Autriche \| Bora-Hansgrohe \| + 5 min 06 s \| |                     |          |                             |                 |
| |                     |          |                             |                 |
| Source : ProCyclingStats |                     |          |                             |                 |
| Classement général |                     |          |                             |                 |
| Coureur | Coureur             | Pays     | Équipe                      | Temps           |
| 1er | Tim Wellens         | Belgique | Lotto-Soudal                | 3 h 45 min 52 s |
| 2e | Gianni Moscon       | Italie   | Team Sky                    | + 0 s           |
| 3e | Alejandro Valverde  | Espagne  | Movistar Team               | + 24 s          |
| 4e | Gianluca Brambilla  | Italie   | Trek-Segafredo              | + 27 s          |
| 5e | Gregor Mühlberger   | Autriche | Bora-Hansgrohe              | + 37 s          |
| 6e | Patrick Konrad      | Autriche | Bora-Hansgrohe              | + 5 min 06 s    |
| 7e | Michael Gogl        | Autriche | Trek-Segafredo              | + 5 min 06 s    |
| 8e | Bauke Mollema       | Pays-Bas | Trek-Segafredo              | + 5 min 06 s    |
| 9e | Pim Ligthart        | Pays-Bas | Roompot-Nederlandse Loterij | + 5 min 06 s    |
| 10e | Felix Großschartner | Autriche | Bora-Hansgrohe              | + 5 min 06 s    |

## Classements UCI
La course attribue aux coureurs le même nombre des points pour l'UCI Europe Tour 2018 et le Classement mondial UCI.
| Position           | 1er | 2e | 3e | 4e | 5e | 6e | 7e | 8e | 9e | 10e | 11e | 12e | 13e à 15e | 16e à 25e |
| Classement général | 125 | 85 | 70 | 60 | 50 | 40 | 35 | 30 | 25 | 20  | 15  | 10  | 5         | 3         |

| 1  | Tim Wellens         | Lotto-Soudal                | 125 |
| 2  | Gianni Moscon       | Sky                         | 85  |
| 3  | Alejandro Valverde  | Movistar                    | 70  |
| 4  | Gianluca Brambilla  | Trek-Segafredo              | 60  |
| 5  | Gregor Mühlberger   | Bora-Hansgrohe              | 50  |
| 6  | Patrick Konrad      | Bora-Hansgrohe              | 40  |
| 7  | Michael Gogl        | Trek-Segafredo              | 35  |
| 8  | Bauke Mollema       | Trek-Segafredo              | 30  |
| 9  | Pim Ligthart        | Roompot-Nederlandse Loterij | 25  |
| 10 | Felix Großschartner | Bora-Hansgrohe              | 20  |